# Harbord-Gletscherzunge
Die Harbord-Gletscherzunge ist eine rund 8 km lange Gletscherzunge an der Scott-Küste des ostantarktischen Viktorialands. Sie mündet als Verlängerung des Harbord-Gletschers südlich der Whitmer-Halbinsel in das Rossmeer. 
Gemeinsam mit dem gleichnamigen Gletscher wurde sie von Teilnehmern der Nimrod-Expedition (1907–1909) unter der Leitung des britischen Polarforschers Ernest Shackleton entdeckt und nach Arthur Edward Harbord (1883–1961) benannt, Teilnehmer an der Expedition als Besatzungsmitglied des Expeditionsschiffs Nimrod.